# Classe capitaliste
La classe capitaliste est, d'après Karl Marx notamment, l'une des trois classes sociales, dont la lutte d'intérêts est le moteur de la société industrielle, dans le cadre de la lutte des classes. C'est la classe qui détient le capital.